# Quase-mercado
O Quase-mercado encontra-se num ponto intermediário entre os mercados perfeitamente competitivos e os contextos de monopólio do Estado. O termo tem sido utilizado para designar contextos em que, apesar de existirem financiamentos e regulações governamentais, também estão presentes alguns mecanismos de mercado; ou seja, o vocábulo pode ser utilizado naquelas situações em que decisões relativas à oferta e à demanda são coordenadas a partir de mecanismos de mercado, mas que somente alguns ingredientes fundamentais do mercado são introduzidos. A saúde e a educação, setores de grande preocupação dos governos, são dois dos setores em que mais têm surgido contextos nos quais o conceito de quase-mercado se aplica.
A noção de quase-mercado tem origem na proposta de Milton Friedman, conhecido defensor do livre mercado, de que mecanismos generalizados de vouchers permitiriam que todas as famílias, inclusive aquelas desfavorecidas econômica e socialmente, escolhessem a escola que melhor se ajustaria aos seus valores e às necessidades de seus filhos. No âmbito da educação básica, por exemplo, desde meados da década de 1950, o sistema belga funciona de forma semelhante ao que se denomina quase-mercado. Nas últimas décadas, uma importante tendência de quase-mercado chamada school choice também tem emergido. Tal sistema visa proporcionar a livre opção de escola para pais de alunos, oferecendo subsídios e gerando competição entre escolas públicas.

## Leitura Adicional
- Bartlett, W. and Le Grand, J. (1993) Quasi-markets and Social Policy. Palgrave Macmillan. ISBN 0-333-56519-3
- Le Grand, J. (2002) The Labour Government and the National Health Service. Oxford Review of Economic Policy